# Purification
Purification è il terzo album in studio dei Crimson Thorn, auto-pubblicato dalla band nel 2002.

## Tracce
1. Lack of Compassion
2. Humbled
3. Sarcastic Deviation
4. Withered
5. My Neighbor
6. Narrow
7. Eviscerate
8. Meaningless
9. Thy Word
10. Misguided Mercy
11. Finding
12. Masquerade Deceit

## Formazione
- Luke Renno - voce e basso
- Miles Sunde - chitarra
- Andy Kopesky - chitarra
- Kevin Sundberg - batteria